# Disphragis mullinsi
Disphragis mullinsi är en fjärilsart som beskrevs av William Schaus 1910. Disphragis mullinsi ingår i släktet Disphragis och familjen tandspinnare. Inga underarter finns listade i Catalogue of Life.